# ヒドラ (生物)

ヒドラの出芽

ヒドラ (Hydra) とは、刺胞動物のうちヒドロ虫綱花クラゲ目ヒドラに属する淡水産の無脊椎動物の総称である。
または広くヒドラ亜目のものを指す場合もある。あるいは、ヒドロ虫綱の動物でポリプがよく発達するものについて、そのポリプのことをまとめてこう呼ぶ場合もある。最後のものについてはヒドロ虫を参照。
この項ではヒドラ科ヒドラ属の動物について扱う。

## 特徴
ヒドラ科 (Hydraceae) の動物は、細長い体に長い触手を持つ、目立たない動物である。これらは淡水産で群体を作らず、浅い池の水草の上などに生息している。体は細い棒状で、一方の端は細くなって小さい足盤があり、これで基質に付着する。他方の端には口があり、その周囲は狭い円錐形の口盤となり、その周囲から6 - 8本程度の長い触手が生えている。体長は約1cm。触手はその数倍に伸びる。ただし刺激を受けると小さく縮む。触手には刺胞という毒針を持ち、ミジンコなどが触手に触れると麻痺させて食べてしまう。全身は透明がかった褐色からやや赤みを帯びるが、体内に緑藻を共生させ、全身が緑色になるものもある。
足盤で固着するが、口盤と足盤をヒルの吸盤のように用いて、ゆっくりだが移動することもできる。

## 生活環
暖かな季節には親の体から子供が出芽することによって増える。栄養状態が良ければ、円筒形の体の中程から横に小さな突起ができ、その先端の周辺に触手ができて、それらが次第に成長し、本体より一回り小さな姿になったとき、基部ではずれて独り立ちする。場合によっては成長段階の異なる数個の子を持っている場合もあり、これが複数の頭を持つと見えることから、その名の元となったギリシア神話のヒュドラを想像させたものと思われる。また、強力な再生能力をもち、体をいくつかに切っても、それぞれが完全なヒドラとして再生する。
有性生殖では、体の側面に卵巣と精巣を生じ、受精が行われる。クラゲは形成しない。一般にヒドロ虫類では生殖巣はクラゲに形成され、独立したクラゲを生じない場合にもクラゲに相当する部分を作った上でそこに形成されるのが通例であり、ヒドラの場合にポリプに形成されるのは極めて異例である。
ヒドラは脳を持たないが、睡眠を取ることが証明された。

## 利害
飼育が容易であり、発生生物学の分野では細胞分化のモデル生物として研究されている。

## 分類
ヒドラ属 (Hydra) とエヒドラ属 (Pelmatohydra) の2属がある。エヒドラ属のものは、体の基部近くが柄として区別できる。
ヒドラ科 Hydraceae
- ヒドラ属 Hydra
  - ヤマトヒドラ H. japonica Ito
  - ヒメヒドラ H. parva Ito
  - チクビヒドラ H. magnipapillata Ito
- エヒドラ属 Pelmatohydra
  - エヒドラ P. robusta Ito

## その他のヒドロ虫
ヒドラはいわゆるヒドロ虫の代表的なものに取り上げられるが、その構造の特殊性とともに、淡水性であることでも特殊である。これ以外の種はほとんどすべてが海産種である。ヒドラ科以外の淡水産の種としては、クラバ科のエダヒドラ、モエリシア科のヒルムシロヒドラがある程度である。

## 関連事項
- 清水裕 (生物学者) - ヒドラの再生研究者。